# Maria Saponara
Maria Gabriella Saponara (Parma, 21 agosto 1961) è una politica italiana della Lega.

## Biografia
Vive a Noceto (Parma); è sposata e ha due figli. Si è laureata in Architettura ed esercita la professione di architetto.

### Elezione a senatore
Alle elezioni politiche del 2018 viene eletta al Senato della Repubblica, nel collegio uninominale di Parma per la coalizione di centro-destra (in quota Lega).